# رد الاعتبار القضائي
رد الاعتبار القضائي هو نظام يقصد به منح المحكوم عليه بالعقوبة فرصة لإزالة أثر في المستقبل للحكم الذي سبق صدوره ضده.
فيسترد بذلك اعتباره الذي تأثر بالحكم المذكور، ومن ثم يسهل عليه العودة إلى الاندماج ثانية إلى المجتمع؛ وذلك بعد استكمال بعض الشروط التي تهدف إلى التثبت من أن المحكوم عليه قد أصبح أهلاً لاسترداد اعتباره على هذا النحو.

## أنواع رد الاعتبار
- رد الاعتبار القضائي:

حق يعطيه المشرع إلى كل من حكم عليه في جريمة ذات أهمية(جنائية أو جنحية)؛ لأن هذه الجرائم هي وحدها التي يؤثر فيها الحكم على اعتبار المحكوم عليه مما يقتضي استفادته من نظام رد الاعتبار، لكي يتمكن من الاندماج ثانية في الهيئة الاجتماعية.
- شروط رد الاعتبار القضائي:

1. تنفيذ العقوبة المحكوم بها أو سقوطها
2. مرور مدة زمنية لمنح رد الاعتبار.
3. الوفاء بالالتزامات المالية.
4. حسن سلوك المحكوم عليه.
5. عدم صدور حكم جديد.
6. ان يكون محكوما بأكثر من 10 سنوات

## رد الاعتبار القانوني
زوال حكم الإدانة بقوة القانون، ودون حاجة إلى صدور قرار قضائي، إذا توافرت شروط معينة يحددها هذا القانون.
- شروط رد الاعتبار القانوني:

إن مرور مدة زمنية معينة من تاريخ انقضاء العقوبة المحكوم بها، دون أن يصدر خلالها حكم بعقوبة جديدة، دلالة على حسن سير وسلوك المحكوم عليه، بما ينبغي معه أن يرد إليه اعتباره آليا بمرور هذه المدة الزمنية.